# Sicilianska aftonsången (opera)

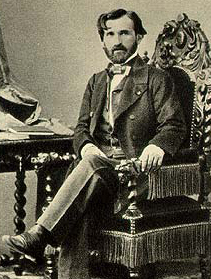
Giuseppe Verdi 1859.

Sicilianska aftonsången (franska: Les vêpres siciliennes; italienska: I vespri siciliani) är en opera i fem akter med musik av Giuseppe Verdi. Librettot av Eugene Scribe och Charles Duveyrier) bygger på.

## Historia
Efter kraftansträngningen med Rigoletto (1851), Trubaduren (1853) och La traviata (1853) tillbringade Verdi sommaren på sitt gods Villa Sant' Agata, där han åter övervägde att skriva en opera på Shakespeares drama Kung Lear. Han hade god tid på sig att förbereda nästa opera som skulle ha premiär i Paris 1855 i samband med världsutställningen, men inte heller denna gång blev det Kung Lear utan Sicilianska aftonsången, som skildrade en historisk händelse från 1282. Verdi var i Paris nästan hela 1854 och försökte efter bästa förmåga anpassa sig efter den franska operastilen, som på detta stadium i hans bana låg honom ganska fjärran. Scribe hämtade fram ett gammalt libretto som han hade skrivit åt Gaetano Donizetti men som denne aldrig använde. 
1839 hette texten Le duc d'Albe men Scribe ändrade behändigt namn och platser och vissa episoder så att den stämde med historien om upproret på Sicilien. Verdi var mycket missnöjd med Scribes text men denne vägrade vidta fler ändringar, så till sist bad Verdi att bli löst från sitt kontrakt. Operaledningen vägrade och trots Verdis reservationer blev den enorm framgång vid premiären på Parisoperan den 13 juni 1855. Även i Italien blev den populär men måste i början uppföras under diverse andra namn. Först sedan Italien enats fick den sin rätta italienska titel, I vespri siciliani till en nypremiär 1863. Den uppfördes i Italien nio gånger i en version utan balett 1855 och i London och New York 1859. 
Den svenska premiären ägde rum på Stora Teatern i Göteborg den 6 december 1937.

## Om operan

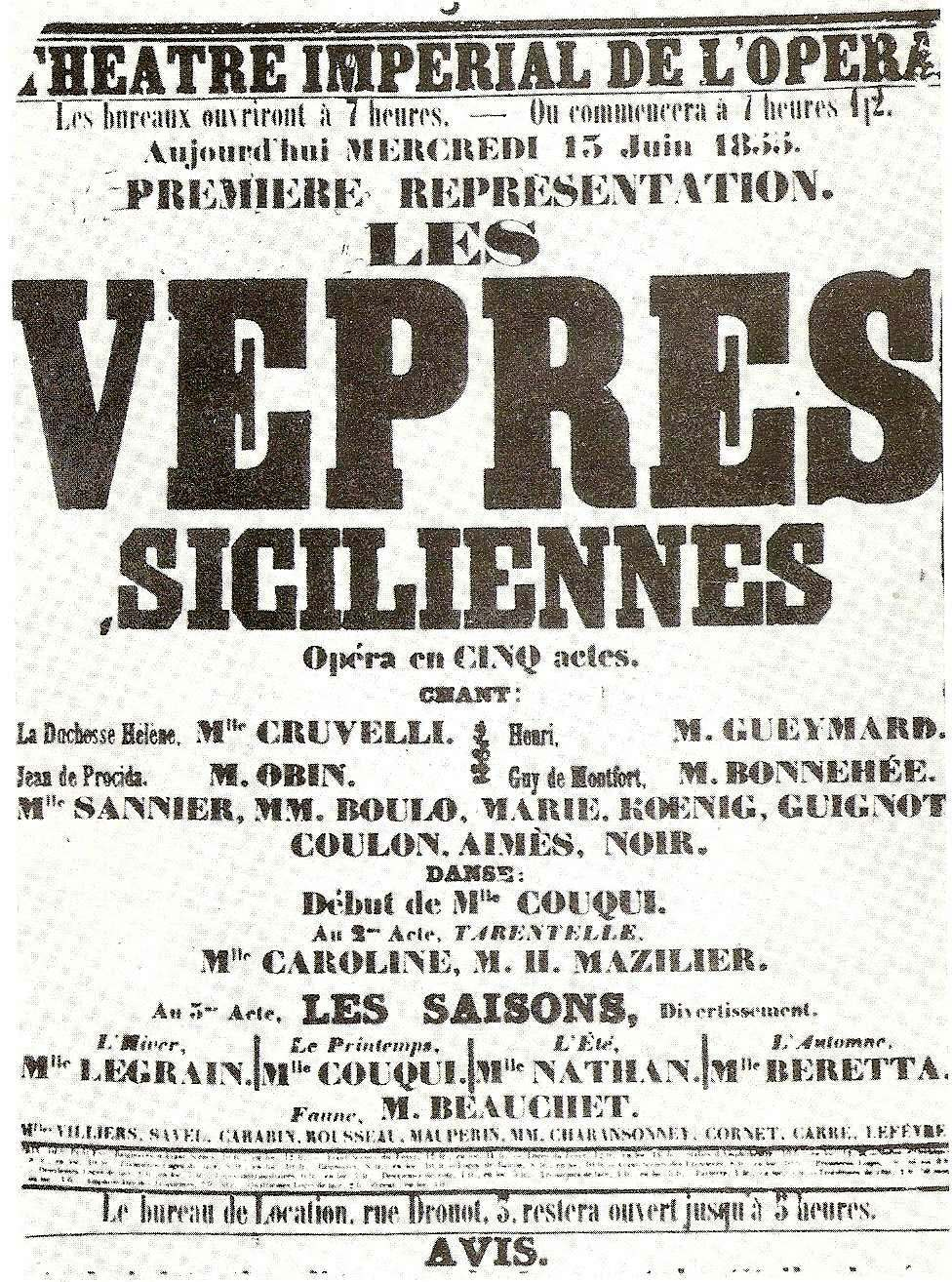
Affisch till urpremiären.

Sicilianska aftonsången är en av Verdis längsta operor. Vad gäller längden kan den endast jämföras med den första parisversionen av Don Carlos. Här bidrar också den omfattande balettinlagan i tredje akten, som också den är en av Verdis längsta dansinlagor och varar i nästan en halvtimme. Balettdivertissementet ("De fyra årstiderna") består av en rad av tidens moderna dansstycken, polka, mazurka, galopp, och inbringade Verdi många lovord från den parisiska pressen. Vad som däremot gjorde störst intryck på Verdi när det gällde den franska operan verkar ha varit den storslagna iscensättningen som hörde till det viktigaste i den franska grand opéra-genren. I enlighet med bruklig praxis i Paris skapades även för Sicilianska aftonsången en regibok (Mise-en-scène) med insceneringsanvisningar. Det här arbetssättet skulle komma att bli avgörande för Verdis senare "italienska" verk, där man vid insceneringen nu också började använda sig av scenisk disposition.

## Personer
- Hertig Guido di Monforte, Siciliens guvernör (baryton)
- di Béthune, fransk officer (baryton)
- Greve Vaudemont, fransk officer (bas)
- Arrigo, en ung sicilianare (tenor)
- Giovanni da Procida, siciliansk läkare (bas)
- Hertiginnan Elena, syster till hertig Federigo av Österrike (sopran)
- Ninetta, Elenas kammarjungfru (mezzosopran)
- Danieli och Manfredo, sicilianare (tenorer)
- Tebaldo och Roberto, franska soldater (tenor, bas)
- Sicilianare, franska soldater (kör)

## Handling
Operan utspelar sig i Palermo och behandlar historiska händelser under den sicilianska aftonsången 1282.
Akt I
Hertiginnan Elena sörjer sin bror Federigo som fransmännen har avrättat. En av de franska soldaterna som sitter och dricker på torget i Palermo befaller henne att sjunga för dem, men det hon sjunger är en uppmaning till sicilianarna att göra uppror mot ockupationsmakten. Sicilianarna och fransmännen börjar slåss men hejdas av Monforte, som är fransk guvernör över Sicilien. Han har blivit intresserad av den unge sicilianaren Arrigo och erbjuder honom att träda i fransk tjänst. Arrigo avböjer och beger sig i stället till den upproriska Elenas palats.
Akt II
Giovanni da Procida har vänt hem till Sicilien för att leda upproret mot fransmännen och träffar Arrigo och Elena, som skall hjälpa honom att få hela folket att ansluta sig till revolten. Det är Pietros av Aragoniens villkor för att han skall hjälpa sicilianarna. Arrigo förklarar Elena sin kärlek och hon lovar att bli hans, om han hämnas mordet på hennes bror. Arrigo blir inbjuden till guvernörens bal i Palermo och då han tackar nej blir han arresterad. Procida uppmanar Roberto att föra några sicilianska flickor till balen i hopp om att det kommer att hetsa upp den manliga befolkningen, och planen lyckas.
Akt III
Monforte har fått ett brev från en före detta älskarinna som berättar att Arrigo är hans son, och när han får veta att denne är arresterad kallar han honom till sig och avslöjar sanningen. Arrigo blir förfärad eftersom han som den franske guvernörens son aldrig kommer att kunna få Elena till hustru, och han vägrar återgälda faderns kärlek. Medan balen pågår försöker de sammansvurna döda Monforte, men Arrigo förhindrar det och stämplas som förrädare av sina landsmän. Monforte däremot tackar honom för att han räddat hans liv. De sammansvurna fängslas, även Elena.
Akt IV
Arrigo besöker Elena i fängelset, men hon har enbart förakt till övers för den förmodade förrädaren tills han berättar att Monforte är hans far. Procida viskar till Elena att ett fartyg med vapen har kastat ankar i hamnen, men Monforte fordrar att fångarna skall avrättas genast trots Arrigos böner om att de skall skonas. Monforte ställer som villkor att Arrigo offentligt erkänner att de är far och son. Då Arrigo ser Elena föras till schavotten ger han efter, och som tack vill Monforte nu ge sitt tillstånd mellan Arrigo och Elena. Hon tvekar men Procida övertalar henne, eftersom han räknar med att kunna inleda upproret i skydd av bröllopsfestligheterna.
Akt V
Under festen i Monfortes palats meddelar Procida Elena att bröllopsklockorna blir den signal som får de sicilianska upprorsmännen att storma fram och döda alla fransmän. Elena fylls av fasa och ser sig ingen annan utväg än att vägra gifta sig med Arrigo. Monforte förstår inte hennes plötsliga vägran och befaller att bröllopsklockorna skall börja ringa, varpå rebellerna kastar sig över fransmännen och inleder blodbadet.

## Berömda utdrag
- Ouvertyren
- Akt 2. O tu, Palermo (Procida); De fyra årstiderna (balett).
- Akt 3. In braccio alle dovizie (Montfore).
- Akt 4. Giorno di pianto (arrigo).
- Akt 5. Mercè, dilette amiche (Elena).